# گاز حقیقی
گازهای حقیقی گازهایی هستند که در شرایط گازهای ایده‌آل صدق نمی‌کنند و انحراف زیادی را از حالت گاز ایده‌آل نشان می‌دهند.
گازهای واقعی که در زندگی روزمره با آنها سروکار داریم را میتوان در دماهای بالا و فشارهای پایین ایده‌آل فرض کرد.

## معادلات حالت گازهای حقیقی
- معادلهٔ واندروالس
- معادلهٔ ویریال